# Cherry Township (Minnesota)
Cherry Township ist eine Township im St. Louis County, Minnesota, USA. Im Jahr 2000 lebten dort 915 Menschen. Die Hauptverkehrsader der Townships ist der Minnesota State Highway 37. Cherry ist der Geburtsort von Gus Hall, einem der wichtigsten Vertreter der Kommunistischen Partei der USA.

## Verwaltung und Geographie
Laut dem United States Census Bureau hat die Township eine Gesamtfläche von 86,7 km², davon sind 85,3 km² Landfläche, während 1,5 km² oder 1,70 % aus Wasser besteht. Die Verwaltung hat ihren Sitz in der Cherry Town Hall welche direkt am Minnesota State Highway 37 liegt.

## Demographie
Nach einer Volkszählung aus dem Jahr 2000 leben 915 Menschen in 339 Haushalten in der Cherry Township, davon sind 258 Familien. Die Bevölkerungsdichte beträgt 10,7 Bewohner pro Quadratkilometer. Nach der US-amerikanischen Rassenklassifizierung waren 99,02 % der Bevölkerung Weiße, 0,55 % indianischer Herkunft, 0,11 % asiatischer Herkunft und 0,33 % gemischt. Hispanics waren 0,11 % der Bevölkerung.
Von den 339 Haushalten hatten 36,6 % Bewohner, welche sowohl jünger als 18 Jahre waren, als auch bei ihren Eltern lebten. Außerdem lebten 68,1 % als verheiratete Ehepaare zusammen, während 23,6 % der Haushalte nicht in familiären Verbünden lebten. 21,8 % der Haushalte waren Single-Haushalte und in 8,3 % lebte ein Senior von über 65 Jahren alleine. Die durchschnittliche Haushaltsgröße lag bei 2,70 Bewohnern und die durchschnittliche Familie hatte 3,13 Mitglieder.
In der Township waren 27,3 % der Bewohner jünger als 18 Jahre, 6,9 % zwischen 18 und 24, 29,5 % waren zwischen 25 und 44, 27,3 % älter als 45 aber jünger als 64, während 9,0 % 65 Jahre oder älter waren. Das Durchschnittsalter lag bei 39 Jahren. Auf 100 Frauen kamen 116,3 Männer. Dieses Verhältnis lag bei den Erwachsenen bei 100:113,8.
Das mittlere Einkommen pro Haushalt lag bei jährlich 50.263 $, während das mittlere jährliche Einkommen der Familien bei 55.882 $ lag. Der durchschnittliche Mann verdiente jährlich 43.173 $, demgegenüber verdienten Frauen nur durchschnittlich 25.208 $.
Für das Jahr 2004 wird mit einem Bevölkerungsrückgang um 20 Bewohner auf 895 gerechnet.